# FSV Frankfurt
A FSV Frankfurt (teljes neve Fußballsportverein Frankfurt 1899 e.V.) egy német labdarúgóklub Frankfurtban, melyet  1899. augusztus 20-án alapítottak meg. Városi riválisa az Eintracht Frankfurt.

## Sikerek
- Német bajnokság ezüstérmese: 1925
- Német kupa ezüstérmes: 1938
- Délnémet bajnokság (Süddeutsche Meisterschaft) bajnok: 1933
- Német amatőr bajnokság bajnoka: 1972
- 2. Oberliga Süd (II.) bajnok: 1963
- Oberliga Hessen (III.) bajnok: 1969, 1973, 1975, 1982, 1994
- Oberliga Hessen (IV.) bajnok: 1998, 2007

## Jelenlegi keret
2016. augusztus 14. szerint
| #  |     | Poszt | Név                                              |
| -- | --- | ----- | ------------------------------------------------ |
| 1  | GER | K     | Jannis Pellowski                                 |
| 2  | GER | KP    | Patrick Ochs                                     |
| 3  | GER | V     | Christopher Schorch                              |
| 4  | GER | V     | Marc Heitmeier                                   |
| 5  | GER | V     | Sebastian Schachten                              |
| 6  | GER | KP    | Denis Streker                                    |
| 7  | ITA | KP    | Massimo Ornatelli                                |
| 8  | GER | KP    | Bentley Baxter Bahn                              |
| 9  | GER | CS    | Cagatay Kader                                    |
| 10 | MAR | CS    | Adil Chihi                                       |
| 11 | LUX | CS    | Maurice Deville (Kölcsönben a Kaiserslauterntől) |
| 14 | USA | V     | Shawn Barry                                      |
| 17 | GER | CS    | Stefan Maderer (Kölcsönben Greuther Fürth-től)   |

| #  |     | Poszt | Név                                         |
| -- | --- | ----- | ------------------------------------------- |
| 19 | GER | V     | Antonio Fischer                             |
| 20 | GER | KP    | Fabian Burdenski                            |
| 21 | GER | K     | Sören Pirson                                |
| 22 | ENG | V     | La'Vere Corbin-Ong                          |
| 23 | GER | KP    | Nahom Gebru                                 |
| 24 | GER | CS    | Fabian Schleusener (Kölcsönben Freiburgtól) |
| 25 | CRO | KP    | Mateo Andačić                               |
| 26 | GER | CS    | Ranisav Jovanović                           |
| 27 | GER | V     | Steffen Schäfer                             |
| 28 | GER | KP    | Leon Hammel                                 |
| 29 | GER | K     | Matay Birol                                 |
| 30 | GER | KP    | Fabian Graudenz                             |
| 31 | GER | KP    | Yannick Stark (Kölcsönben Darmstadttól)     |